# Hermann Bauer (ammiraglio)
Hermann Bauer (Königsberg, 22 luglio 1875 – Essen, 11 febbraio 1958) è stato un ammiraglio tedesco.
Ufficiale della Marina tedesca, fu comandante dei sommergibili (Befehlshaber der Unterseeboote) durante la prima guerra mondiale. Decorato con la Croce di Ferro di I classe, e la Croce di Cavaliere dell'Ordine di Hohenzollern con spade, dopo la fine della prima guerra mondiale transitò nella Reichsmarine terminando la carriera con il grado di Admiral. Il suo libro Das Unterseeboot: Seine Bedeutg als Teil e. Flotte; Seine Stellg im Völkerrecht; Seine Kriegsverwendg; Seine Zukunft, un trattato sulla progettazione e la tattica d'impiego degli U-boat, fu successivamente tradotto in inglese da Hyman Rickover, e divenne il testo di riferimento per il servizio sommergibili degli Stati Uniti d'America.

## Biografia
Nacque a Königsberg il 22 luglio 1875, entrando nella Kaiserliche Marine come seekadett nell'aprile 1892, imbarcandosi sulla pirofregata Stosch, passando quindi a frequentare l'Accademia navale di Mürvik tra il 1892-1893. Continuò successivamente il suo addestramento imbarcandosi sulla nave pirocorvetta Moltke e quindi sulla fregata corazzata Deutschland, prima di ritornare all'accademia per completare il secondo periodo di studi (1894-1895). Uscito dall'accademia con il grado di  Unterleutnant zur See il 15 settembre 1895 si imbarcò sulla nave da battaglia Kurfürst Friedrich Wilhelm.
Nel 1897 si imbarcò sulla fregata Preussen venendo poi trasferito sull'incrociatore protetto Prinzess Wilhelm come ufficiale di coperta. Il 12 aprile 1899 fu promosso Leutnant zur See imbarcandosi in qualità di ufficiale di guardia sulla nave addestramento al lancio dei siluri Blücher.
Tra l'ottobre 1900 e il settembre 1903 ricoprì vari incarichi, tra i quali ufficiale di compagnia da sbarco, ufficiale di coperta, primo ufficiale e quindi comandante della II. Torpedo-Abteilung ("2ª Flottiglia torpediniere"). Il 1 aprile 1904 fu promosso al grado di Kapitänleutnant.
Tra l'ottobre 1906 e il settembre 1908 prestò servizio presso il Reichsmarineamt, cioè l'ufficio che sovraintendeva alle costruzioni navali, passando quindi come ufficiale di rotta a bordo dell'incrociatore corazzato Gneisenau. Promosso korvettenkapitän il 16 ottobre 1909, servì per un anno come primo ufficiale a bordo della nave da battaglia Schlesien, e quindi per due anni e mezzo, in qualità di aiutante di campo, presso l'Imperiale cantiere navale di Wilhelmshaven. 
Tra il novembre 1913 e il marzo 1914 fu comandante dell'incrociatore leggero Hamburg, venendo quindi trasferito ai sottomarini in qualità di comandante della I. Unterseebootsflottille. Allo scoppio della prima guerra mondiale prestò servizio come comandante dei sommergibili (Führer der Unterseeboote) venendo promosso fregattenkapitän il 16 aprile 1915. Mentre ricopriva questo incarico ideò la tattica dell'impiego di grosse formazioni di sommergibili contro i convogli navali alleati o grandi unità nemiche, conosciuta come Rudeltaktik (o Branco di Lupi).
Il 4 giugno 1917 fu sostituito al comando della flottiglia sommergibili dal kommodore Andreas Michelsen e trasferito al comando della nave da battaglia Westfalen con decorrenza dal 24 luglio successivo. Il 14 ottobre dello stesso anno fu promosso al grado di kapitän zur see, e il 5 agosto 1918 assunse il comando della nave da battaglia Kaiser, passando poco prima della fine della guerra a quello della nave da battaglia Oldenburg e poi sulla Nassau.
Tra dicembre 1918 e il marzo 1919 fu nuovamente comandante della II. Torpedo-Abteilung, per essere successivamente trasferito al cantiere navale di Wilhelmshaven, servendo come direttore delle attrezzature e poi, dall'ottobre 1919, come direttore del cantiere stesso, venendo promosso la grado di konteradmiral il 1 aprile 1922. Dal giugno al settembre 1923 fu capo della Direzione Generale dell'Alto Comando Navale della Reichsmarine, e il 1 ottobre 1923 assunse il comando della Stazione navale del Mare del Nord (Marinestation der Nordsee). Il 1 febbraio 1925 fu elevato al rango di vizeadmiral, divenendo capo del Comando Navale della Reichsmarine il 5 ottobre 1928. Il 30 novembre dello stesso anno fu promosso al grado di admiral e contestualmente messo a riposo. 
Trasformatosi in un agricoltore, con l'avvicinarsi dello scoppio della seconda guerra mondiale, il 25 luglio 1939, si mise a disposizione dell'Oberkommando der Marine ma non fu richiamato in servizio attivo.  Si spense a Essen l'11 febbraio 1958, e l'orazione funebre fu tenuta dal Großadmiral ed ex Reichspräsident del Terzo Reich Karl Dönitz.

## Pubblicazioni
- Das Unterseeboot : Seine Bedeutg als Teil e. Flotte ; Seine Stellg im Völkerrecht ; Seine Kriegsverwendg ; Seine Zukunft, E. S. Mittler & Sohn, Berlin 1931
- Als Führer der U-Boote im Weltkrieg, Koehler & Amelang Verlag, Leipzig 1942.
- Reichsleitung und U-Bootseinsatz 1914 bis 1918, Klosterhaus Verlag, Lippoldsberg, 1956.

### Annotazioni
1. ↑  Ammiraglio americano, considerato il padre della propulsione nucleare sui sommergibili.
2. ↑  Contemporaneamente a questo incarico ricoprì anche quelli di comandante della  "Torpedodivisionsbootes D9", alzando la sua insegna a bordo della torpediniera D 9, ufficiale di bandiera della II. Torpedo-Abteilung, ufficiale di bandiera della II. Torpedobootsflottille , e poi di ufficiale di bandiera e comandante della torpediniera S 125.
3. ↑  Tale tattica fu poi perfezionata e usata operativamente dall'ammiraglio Dönitz durante la seconda guerra mondiale.

### Fonti
1. ↑  Coetzee, Eysturlid 2013, p. 174.
2. 1 2 3  Nolan, Nolan 2009, p. 31.
3. 1 2  Edwards 2014, p. 22.
4. ↑  Der Spiegel 9/1958, S.64
5. 1 2 3 4 5 6 7 8  Marinekabinett 1918, p. 14.